# Großwohnsiedlung Steilshoop

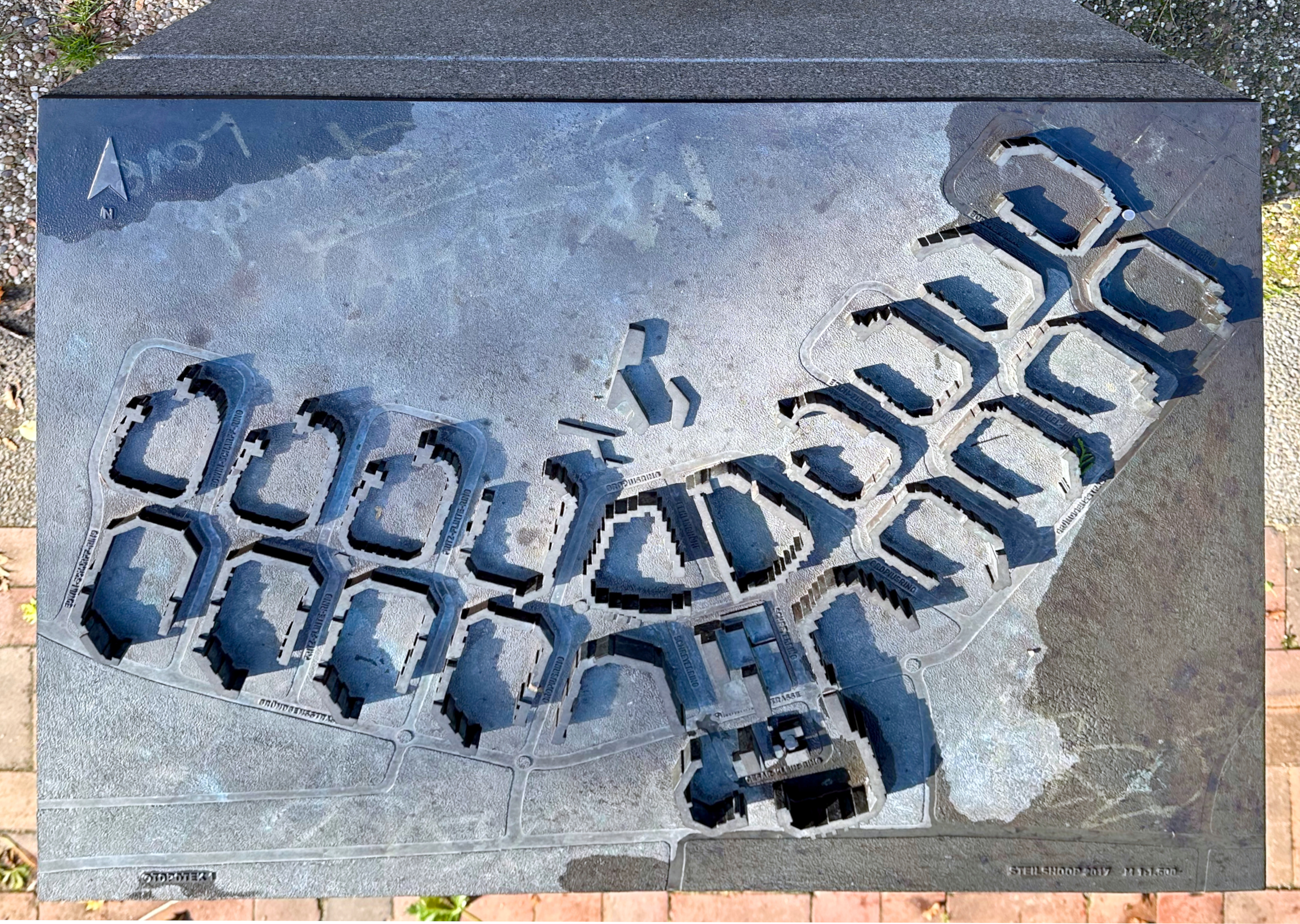
Modell der Großwohnsiedlung Steilshoop am Borchertring

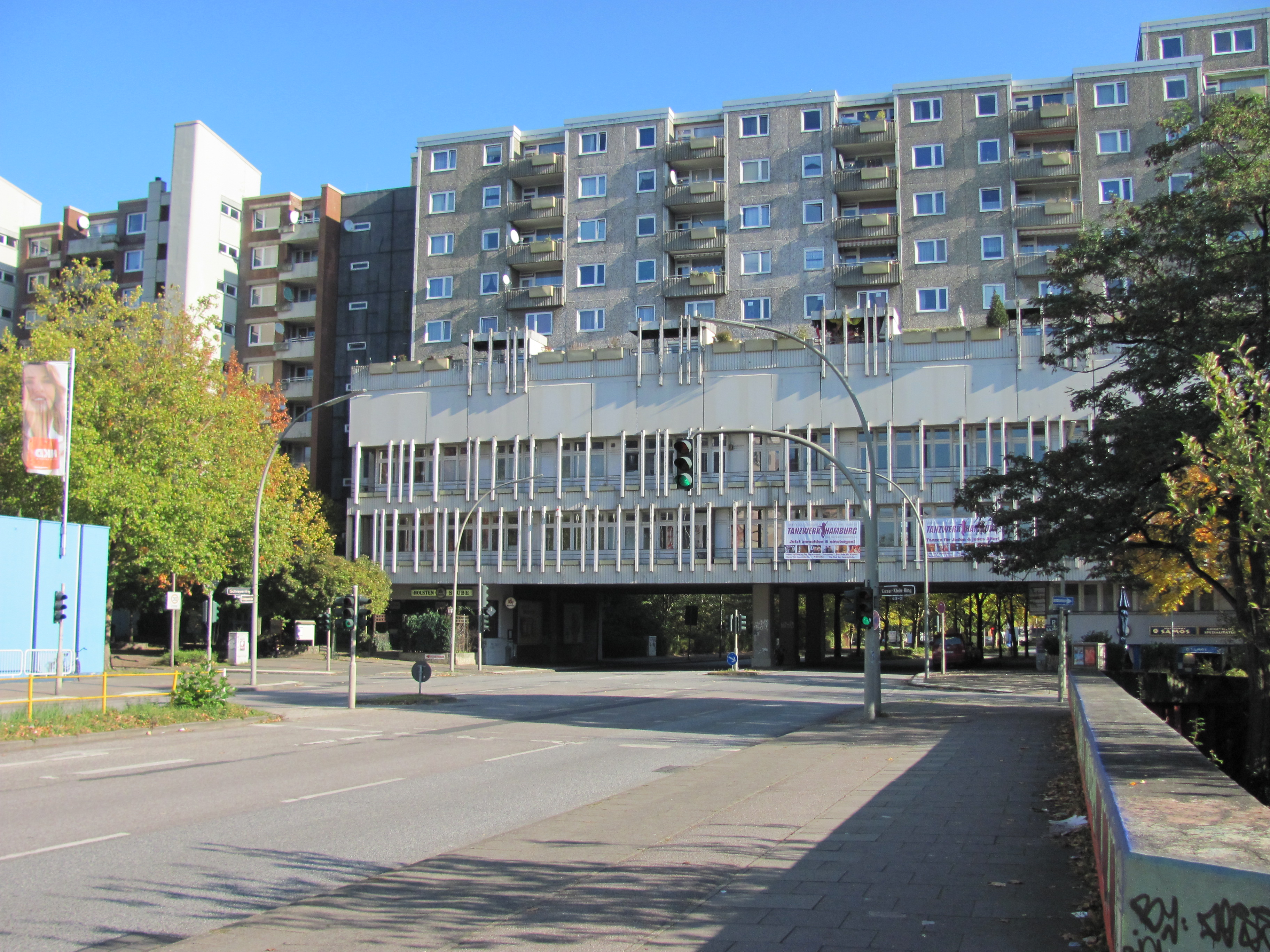
Wohnhaus über Gründgensstraße

Die Großwohnsiedlung befindet sich im Hamburger Stadtteil Steilshoop im Bezirk Wandsbek.

## Abgrenzung und Beschreibung
Die Siedlung umfasst nicht das gesamte Gebiet des Stadtteils Steilshoop, sondern nur den Bereich nördlich der Steilshooper Allee. Diese verläuft in Ost-West-Richtung mittig durch den Stadtteil und teilt ihn in zwei Bereiche: Alt-Steilshoop südlich und Neu-Steilshoop nördlich der Straße. Ein Rest der ursprünglich den Stadtteil prägenden Kleingartenanlagen ist im Randbereich von Neu-Steilshoop erhalten geblieben. Zudem sind bei der Planung Flächen für Gewerbeeinheiten berücksichtigt worden, die neben den Geschäften für den täglichen Bedarfs auch andere Betriebe umfassen. Die nordwestliche Begrenzung der Siedlung ist der Friedhof Ohlsdorf, die nordöstliche Begrenzung der Bramfelder See. Die Großwohnsiedlung nimmt somit fast die gesamte Fläche des Bereichs Neu-Steilshoops ein.
Die Anordnung der Wohnblöcke folgt zweireihig einer breitgezogenen V-Form bzw. einer Schmetterlingsform. Sie ist ca. 500 m stark und 1,5 km lang. Jeweils südlich verläuft die Gründgensstraße. Ringstraßen ermöglichen den Zugang zu den Häusern jeweils an den östlichen und westlichen Seiten. Jeder einzelne Wohnblock umschließt unvollständig den Innenhof, so dass dessen Grünanlagen öffentlich zugänglich sind.

## Geschichte
Um sich der ab Mitte der 1950er-Jahre abzeichnenden Wohnungsknappheit in Hamburg zu stellen, wurden Planungen aufgenommen, dieser kurzfristig unter anderem durch Umwidmung von Flächen zu Wohngebieten zu begegnen. So wurde für das Gebiet der Kleingartenanlage Steilshoop 1961 ein Wettbewerb für die Errichtung der Wohnbauten und damit einhergehenden Versorgungseinrichtungen, wie Verbrauchermärkten, Schulen etc. ausgeschrieben. Der Wettbewerb umfasste die Errichtung von mehrgeschossigen Wohnbauten mit 5700 Wohneinheiten. Von den eingereichten 95 Beiträgen wurden fünf prämiert. Der erste Preis ging an die Architekten Burmester und Ostermann. Noch im Laufe der Planungsphase reichte der Architekt Woods ein neues Konzept ein, welches nach intensiver Diskussion umgesetzt wurde.
Unter anderem wurden die einzelnen Wohnhäuser umgeplant, so dass diese große Innenhöfe von ca. 12.000 m² Fläche erhielten. Um ein besseres Kosten-/Nutzenverhältnis zu erreichen, wurde die Anzahl der geplanten Wohneinheiten auf 6700 erhöht. Allerdings wurde keine einheitliche Geschosszahl vorgegeben, wodurch in einem Block durchaus sowohl 10- als auch 4-geschossige Häuser stehen.
Das neue Konzept wirkte sich auch auf die Prämissen der Bebauung aus. Dabei wurde zum Beispiel festgelegt, dass die Fassade der Gebäude im nördlichen Bereich eine Ziegel- und im südlichen bzw. westlichen Teil eine Waschbetonoptik erhalten. Jedoch ist dies nicht immer durchgängig eingehalten worden. Eine mögliche Erklärung ist, dass die einzelnen Wohnblöcke von unterschiedlichen Architekten gebaut werden sollten. Die Wohnungsgrößen und -formen sind nicht für das gesamte Bauvorhaben festgelegt worden und sollen den unterschiedlichen Lebensbedürfnissen besser gerecht werden. Für jeden Wohnblock wurde jedoch vorgegeben, dass es besondere Wohnungen gibt, die den speziellen Bedürfnissen von Großfamilien, alten und behinderten Menschen gerecht werden.
Die Architekten Hans Peter Burmester und Gerhard Ostermann (Burmester + Ostermann) hatten ursprünglich den städtebaulichen Wettbewerb gewonnen, jedoch wurde das nachträglich eingereichte Konzept der Architekturbüros Georges Candilis, Alexis Josic und Shadrach Woods (Candilis-Josic-Woods) umgesetzt. Beteiligt an den Bauten waren zudem das Architekturbüro von Gerolf Garten und Werner Kahl (Garten + Kahl) sowie John Suhr.
Die Grundsteinlegung erfolgte am 14. Juli 1969. Die Bauphase endete 1976.
Ab Mitte der 1980er Jahre verließen besser situierte Mieter das Quartier, zeitweise standen fast 400 Wohnungen leer. Steilshoop wurde 1991 als Sanierungsgebiet der Stadt Hamburg ausgewiesen und verblieb bis 2000 in dem Status. Ab 2007 war Steilshoop Projektgebiet der Senatsinitiative Lebenswerte Stadt Hamburg (LSH) und ging aus diesem Förderprogramm nahtlos in das Rahmenprogramm Integrierte Stadtteilentwicklung (RISE) über. Die wichtigsten Projekte in dieser Förderung waren die Umgestaltung des Bereichs um das Einkaufszentrum und der Bau des Campus Steilshoop mit neuer Schule am See und dem Quartierszentrum. Die Förderlaufzeit endete 2021.

## Bildergalerie

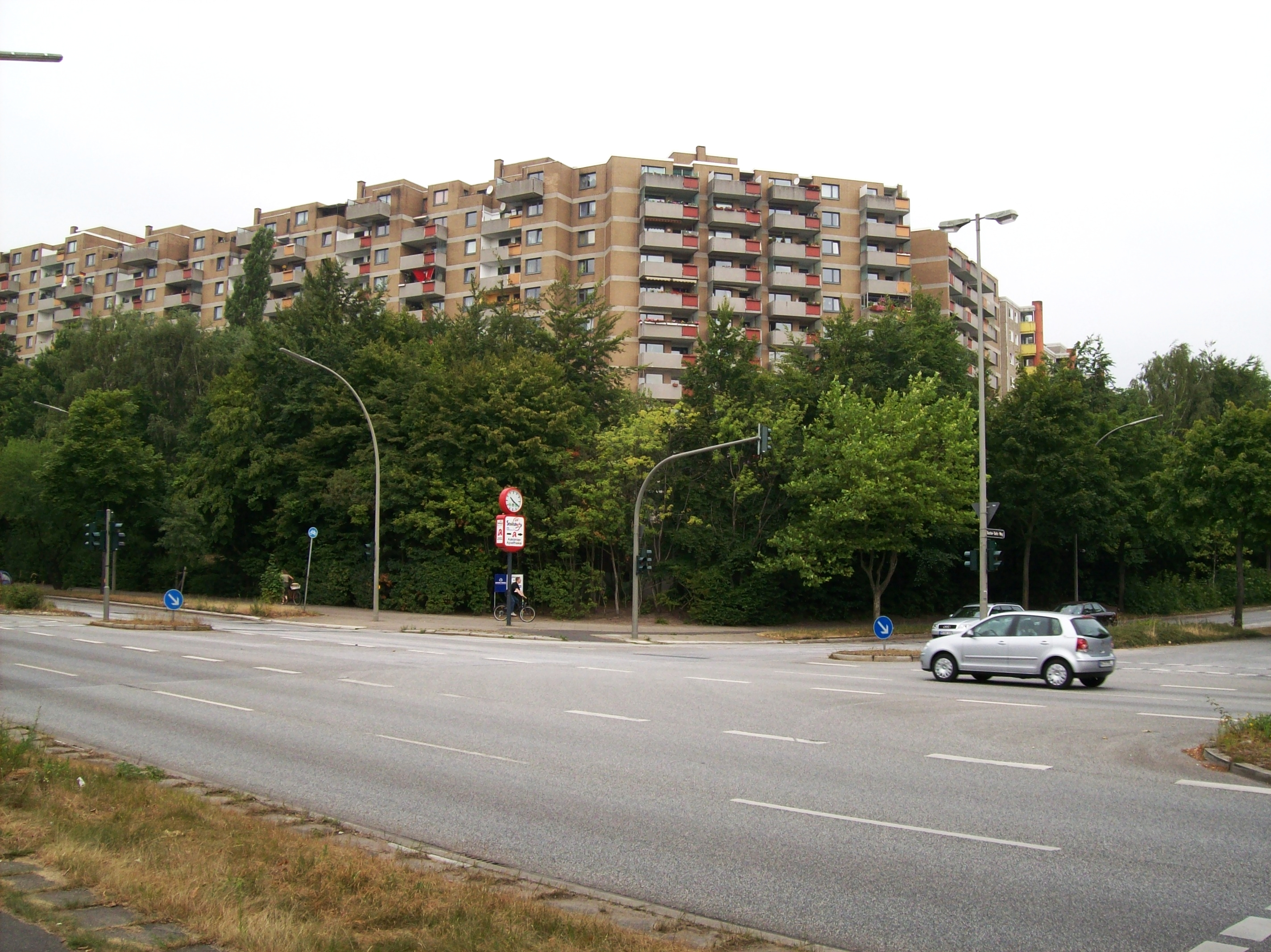
Blick von der Steilshooper Allee
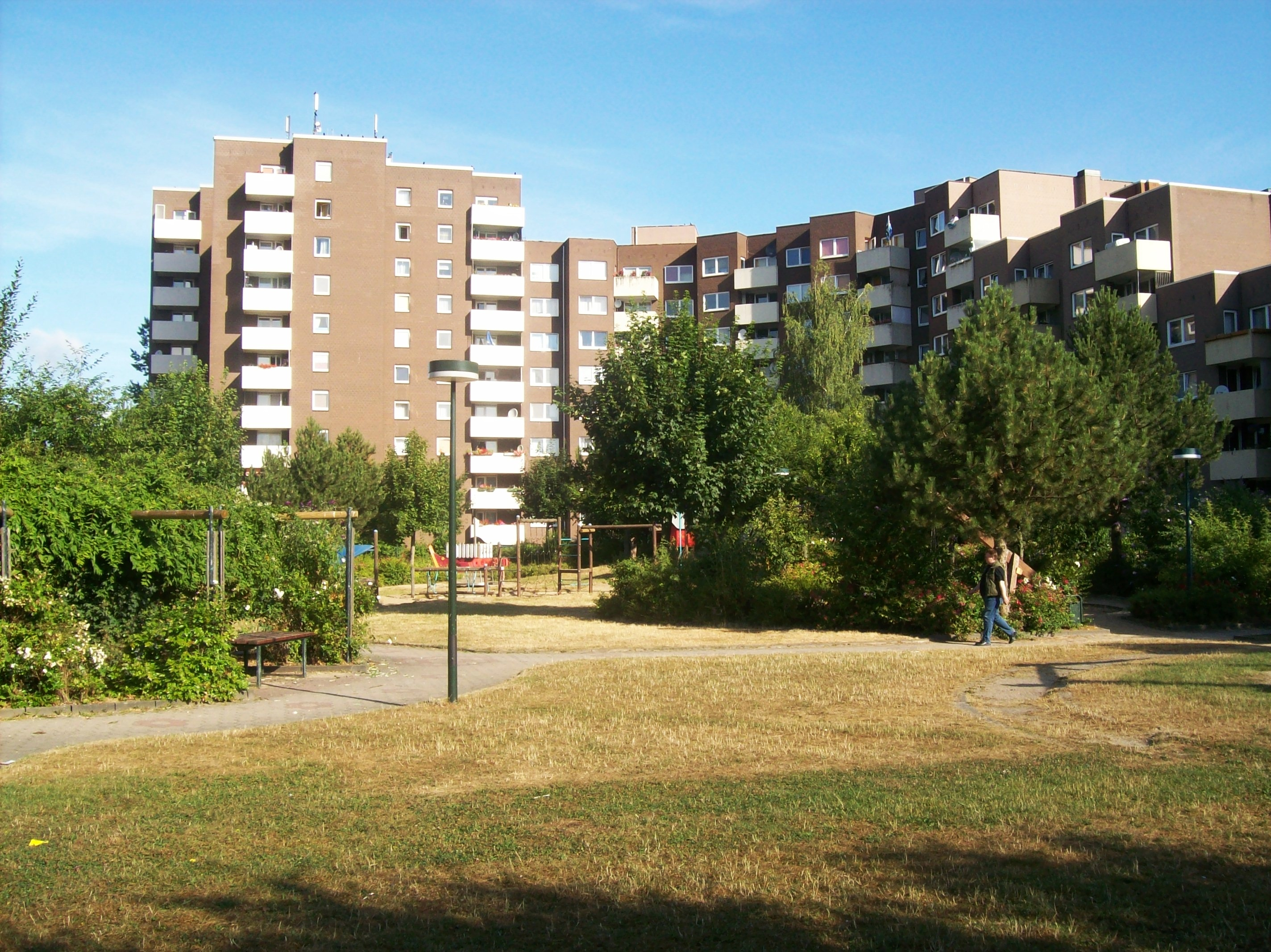
Innenhof mit Spielplatz
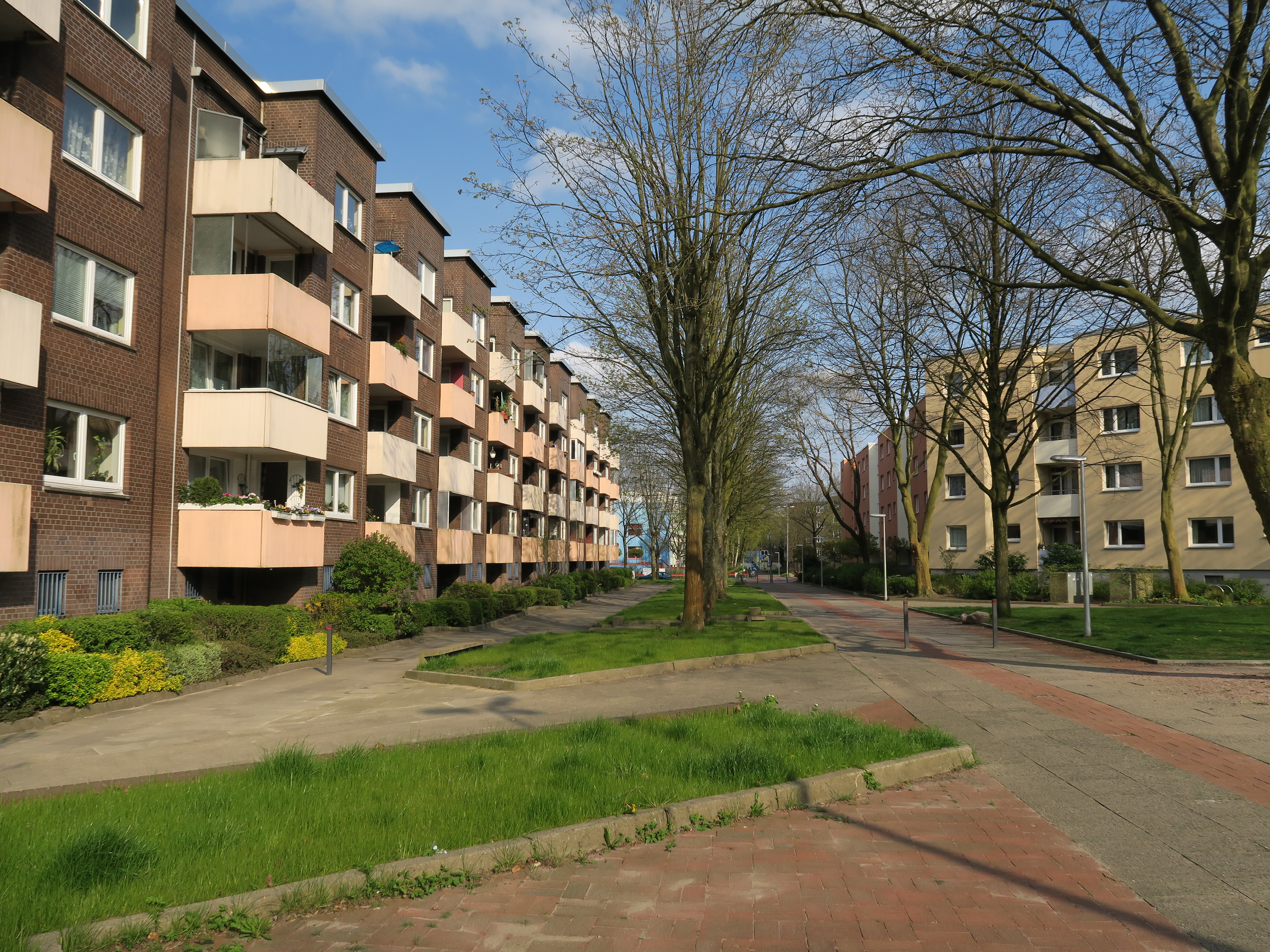
Edwin-Scharff-Ring
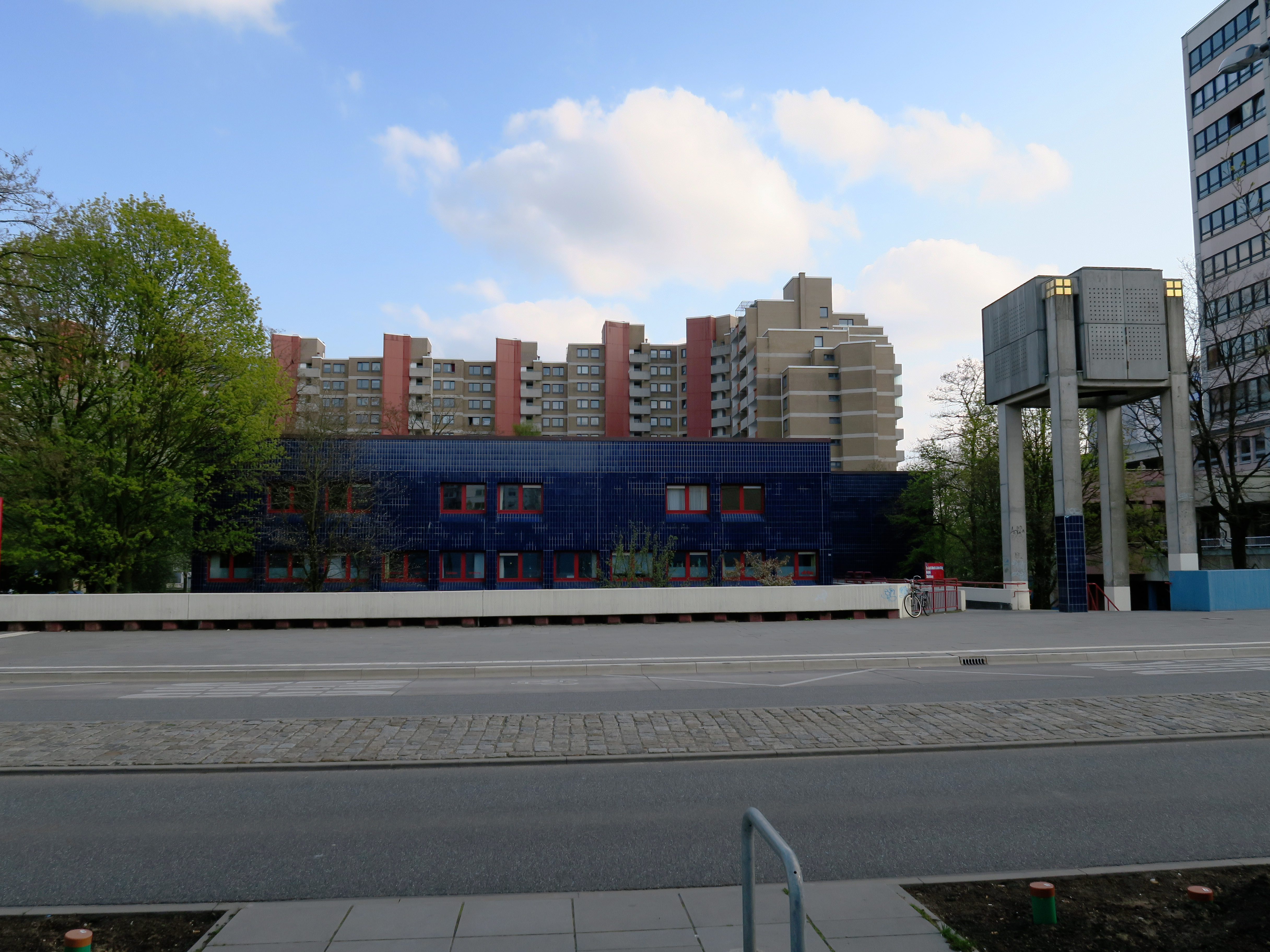
Martin-Luther-King-Kirche
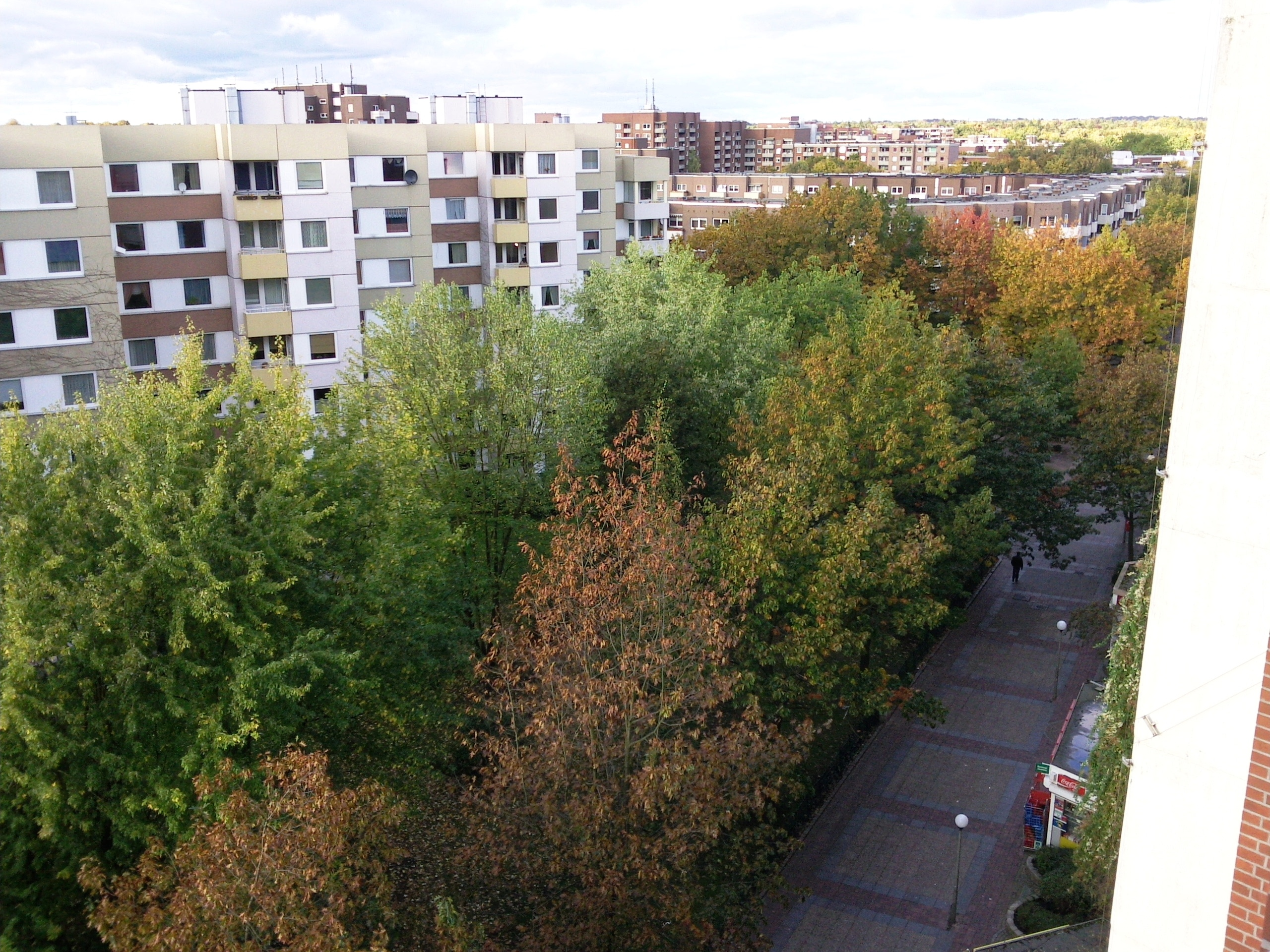
Zwischen Schreyerring und Gropiusring
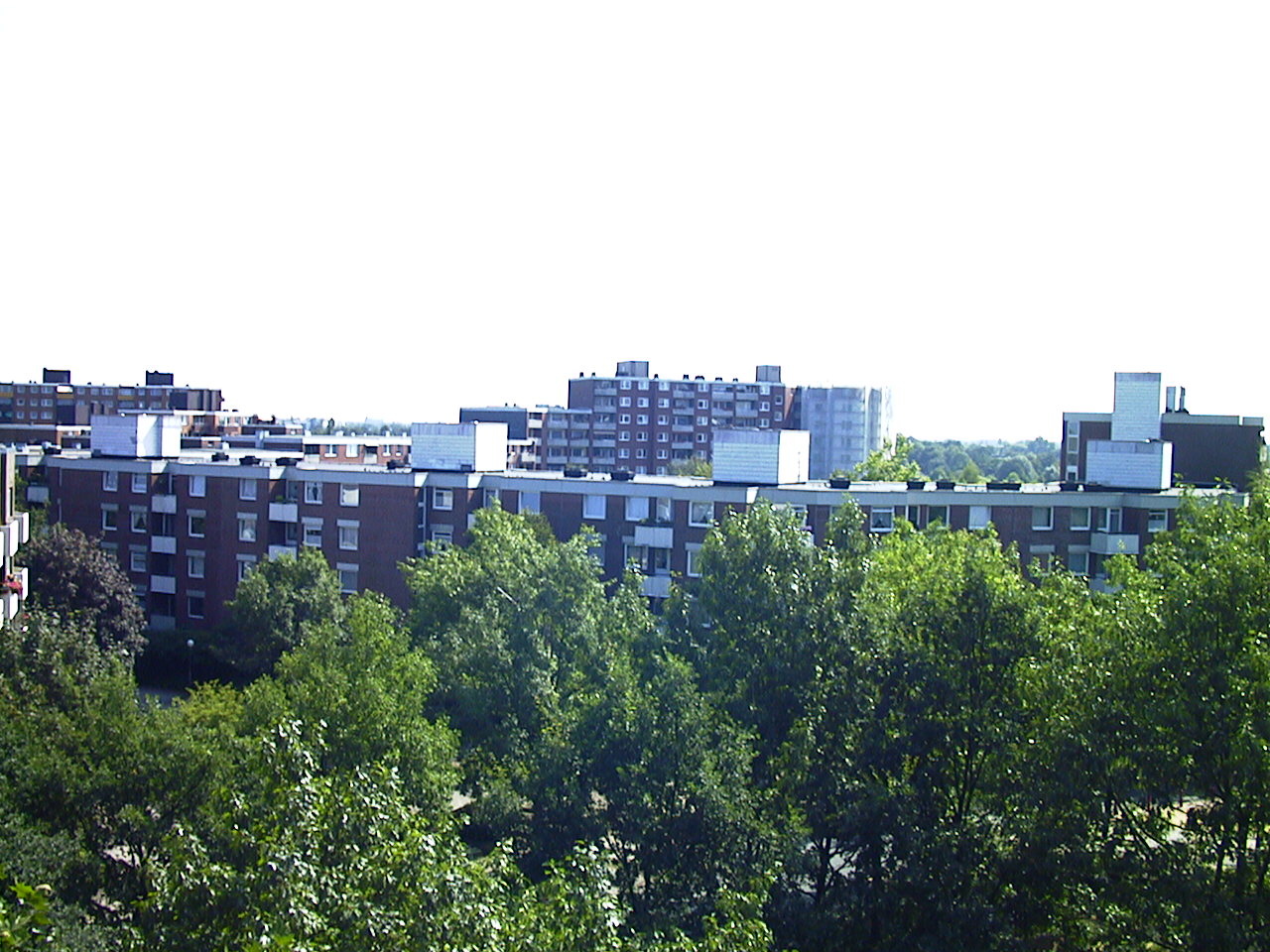
Blick vom Gropiusring in Richtung Osten

## Öffentliche Infrastruktur

### Straßen
Zwischen den Wohngebäuden verlaufen Fuß- und Radwege, die nicht von PKWs befahren werden dürfen.
Diese Ringstraßen beginnen und enden an Gründgensstraße:
- Edwin-Scharff-Ring
- Fritz-Flinte-Ring
- Gropiusring
- Fehlinghöhe (vom Gropiusring)
- Schreyerring
- Erich-Ziegel-Ring
- Borchertring
- Vom Borchertring geht der Otto-Burrmeister-Ring ab.
- Die Schurekstraße und die Hans-Mahler-Straße sind zusätzliche Verbindungsstraßen zwischen Otto-Burrmeister-Ring und Borchertring.
- Südlich der Gründgensstraße befindet sich der César-Klein-Ring.

### Kirchen
Martin-Luther-King-Kirche
Sankt Johannis

### Bildungs-, Kinderbetreuungs- und Sozialeinrichtungen
In Steilshoop gibt es die Grundschule Edwin-Scharff-Ring, die Schule am See / Campus Steilshoop und 5 Kitas.

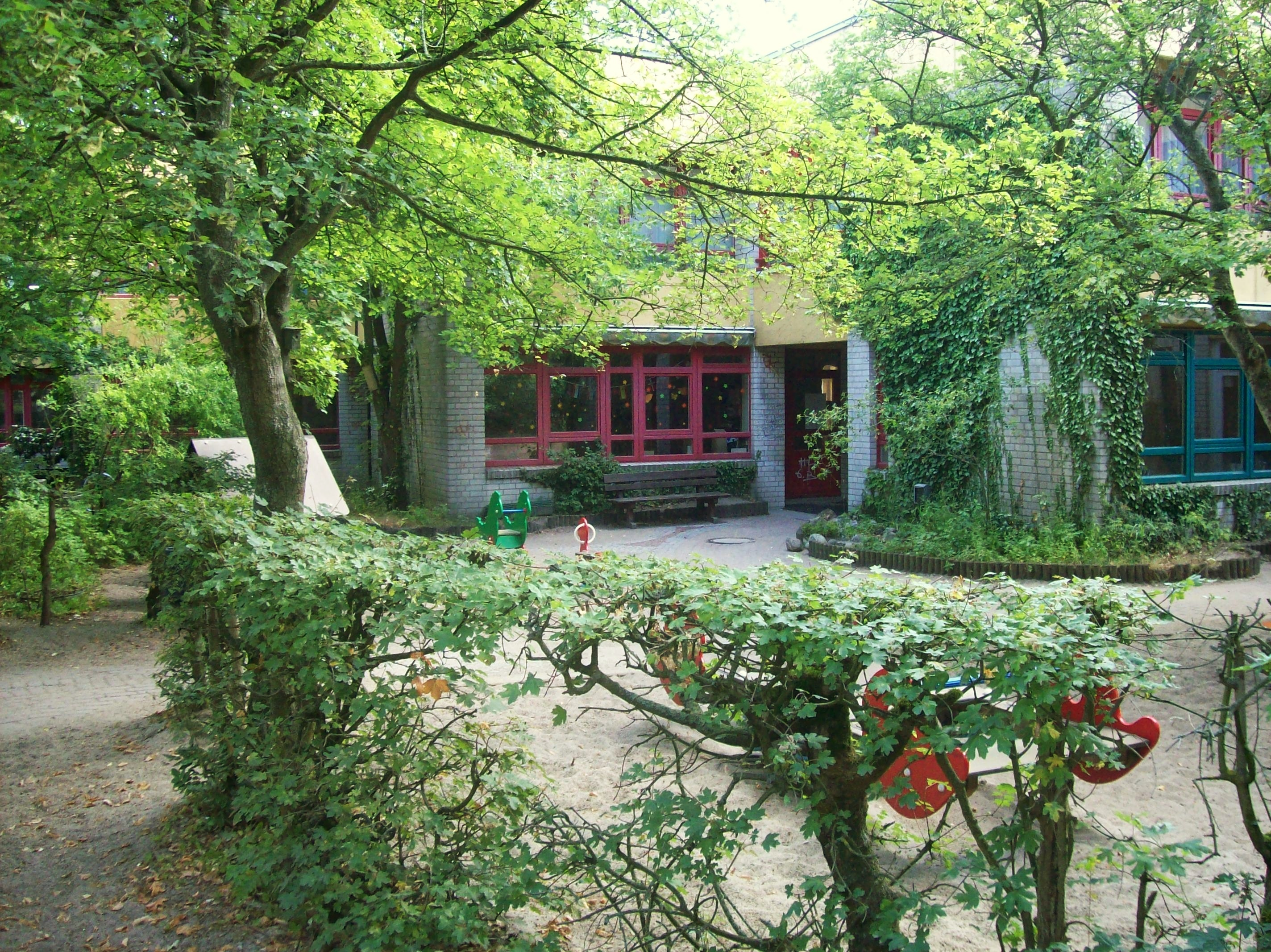
Kita in Steilshop

### Versorgung
Das Einkaufszentrum City Center Steilshoop liegt in der Mitte der Siedlung.